# Mars Surveyor 2001 Lander

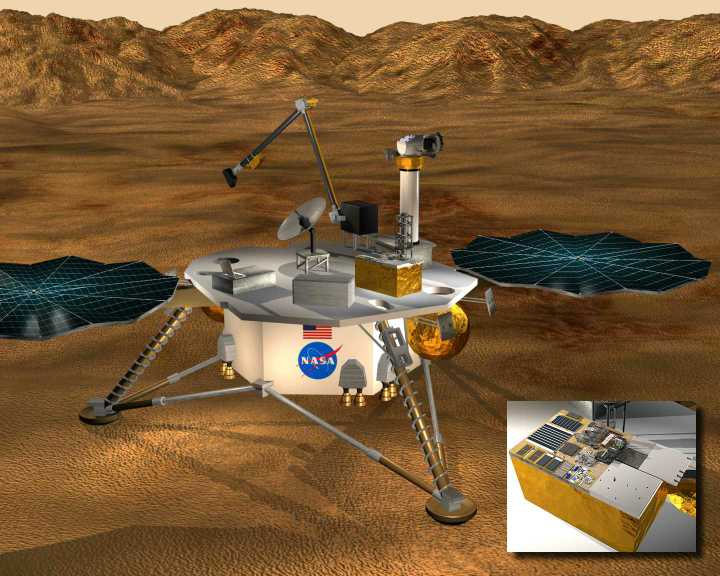
Concepción artística de la nave espacial Mars-2001 Surveyor Lander, con un recuadro insertado que muestra el detalle del MIP

Mars Surveyor 2001 Lander fue una misión cancelada de la NASA para Marte en 2001. La cancelación ocurrió debido a las fallas en el Mars Climate Orbiter y el Mars Polar Lander a finales de 1999. Iba a ser una misión conjunta con la sonda Odyssey que entró en órbita en Marte el 24 de octubre de 2001.
Otros problemas para cancelar la misión fueron los costos y problemas técnicos; la cancelación dio lugar a mejorar los que se usaron en la misión Mars Exploration Rover de 2004 (Spirit y Opportunity).
Varios componentes para el Surveyor Lander como la cámara MARDI fueron usado en la sonda Phoenix, lanzada en 2007.
- Datos: Q2530055